# Amhyadesia punctulata
Amhyadesia punctulata är en spindeldjursart som beskrevs av Malcolm Luxton 1989. Amhyadesia punctulata ingår i släktet Amhyadesia och familjen Hyadesiidae. Inga underarter finns listade i Catalogue of Life.